# Vaux-les-Prés
Vaux-les-Prés è un comune francese di 372 abitanti situato nel dipartimento del Doubs nella regione della Borgogna-Franca Contea.

## Società

### Evoluzione demografica
Abitanti censiti